# The Left Banke
The Left Banke es una banda americana de rock y pop barroco que se formó en la Ciudad de Nueva York en 1965, se disgregó en 1969, se reformó en 2011 y otra vez en 2015, sin el cantante principal original Steve Martin Caro. Son recordados sobre todo por sus dos éxitos en sencillo de EE. UU. , "Walk Away Renée" y "Pretty Ballerina". La banda utiliza a menudo lo que la prensa musical denominaba como arreglos de cuerda "barrocos" , lo que llevó a su música a ser denominado indistintamente como "Bach-rock", "rock barroco", o "barroco'n'roll". Las armonías vocales de la banda tomaron prestado de grupos contemporáneos como Los Beatles, The Zombies, y otros grupos de la Invasión británica.
En 2004, la revista Rolling Stone colocó "Walk Away Renée" en el #220 en su lista de Las 500 Canciones más Grandes de todos los tiempos.

## Historia
The Left Banke se formó en 1965 y constaba del compositor y teclista Michael Brown, el batería/cantante George Cameron, el cantante y bajista Tom Finn, el cantante Steve Martin (quién también utilizó el nombre Steve Martin Caro), y el batería Warren David-Schierhorst. El padre de Brown, Harry Lookofsky, un muy conocido violinista de sesión y músico de jazz, llevaba un estudio en Nueva York y se interesó en la música de la banda, convirtiéndose en su productor, director y editor. Después de algunas sesiones de grabación iniciales, David-Schierhorst fue expulsado, Cameron pasó a la batería y Jeff Winfield a la guitarra. La canción de Brown, "Walk Away Renee", fue vendida a Smash Records, una filial de Mercury Records, y se convirtió en un gran éxito a finales de 1966. El segundo sencillo de la banda, "Pretty Ballerina", también escrito por Brown, entró en las listas a principios de 1967, y The Left Banke publicó un álbum titulado Walk Away Renee/Pretty Ballerina, momento durante el cual, Rick Brand fue reemplazado por Winfield en la guitarra.

La tensión entre Brown y el resto de la banda empezó a emerger, cuando Brown grabó un sencillo, "Ivy, Ivy"/"And Suddenly" como The Left Banke, utilizando músicos de sesión, incluyendo (miembro futuro de Spinal Tap) Michael McKean y Bert Sommer como Voces Principales. Los miembros restantes de la banda contrataron abogados para emitir una orden de cese e instaron a su club de Fanes a boicotear el disco, lo cual llevó a confusión a las estaciones radiofónicas sobre qué "The Left Banke" había que apoyar. La Radio y Smash Records finalmente retiraron su apoyo al sencillo, el cual posteriormente falló en entrar en el Billboard Hot 100. "And Suddenly" fue finalmente grabado por un grupo llamado The Cherry People y se convirtió en un Hit menor.
A finales de 1967, el grupo reunió y grabó más material, incluyendo el Sencillo "Desiree". Brown dejó el grupo permanentemente poco después y fue reemplazado con fines de gira por Emmett Lake. Cameron, Finn y Martin continuaron grabando y actuando, con Tom Feher reemplazando Lake en los teclados y escribiendo a medias el material nuevo de la banda. Las canciones grabadas por las varias encarnaciones del grupo en 1967 y 1968 se reunieron en un segundo elepé, The Left Banke Too, que fue publicado en noviembre de 1968. Este álbum presentó respaldos vocales de un joven Steven Tyler (quién más tarde sería el cantante principal de Aerosmith) en "Nice To See You", "My Friend Today" and "Dark Is The Bark". La banda continuó tocando en directo en 1969, sin Martin, pero pronto se disolvió debido a la carencia de éxito y a los problemas financieros. Más tarde, ese mismo año, Brown y Martin se reunieron en el estudio para grabar otro sencillo como The Left Banke; "Myrah"/"Pedestal", era su disco final para Smash Records.
En 1971, Brown, Cameron, Finn y Martin se reunieron brevemente para grabar dos canciones para la película Hot Parts. Las canciones, "Love Songs in the Night" y "Two by Two", fueron publicadas como sencillo de Steve Martin como solista en Buddah Records, a pesar de presentar contribuciones de cuatro de los miembros fundadores de The Left Banke. En 1972, el productor Les Fradkin se ofreció para producir al grupo para un proyecto de Bell Records. A pesar de que estas sesiones no fueron publicadas en su momento, una de las canciones, "I Could Make It Last Forever", compuesto por Fradkin y Diane Ellis, fue editada en el CD solista posterior de Fradkin "Goin' Back" en 2006. Es una grabación rara ya que contó con Caro, Finn, Cameron y Brown, junto con el padre de Brown, el violinista Harry Lookofsky. Fradkin canta y toca la guitarra de 12 cuerdas en las sesiones. En 1978, Martin, Cameron y Finn se reunieron como The Left Banke para grabar un álbum lleno de material que, desgraciadamente, no fue publicado en su momento. Aun así, un sencillo sacado de estas sesiones de 1978, "Queen of Paradise" (lado B "And One Day"), fue publicado tardíamente en 1978 con éxito modesto. El álbum era finalmente publicado por Relix Records en 1986 bajo el título de Strangers on a train (Voices Calling in Europe). Aun así, el álbum hizo poco por restaurar la popularidad del grupo.
Tras dejar The Left Banke en 1967, Michael Brown ayudó formar la banda, Montage. A pesar de que Brown nunca fue un miembro oficial de Montage, su presencia es inconfundible en su música. La banda publicó un álbum titulado como ella en 1969, el cual incluye una regrabación de la canción "Desiree" de The Left Banke, antes de que Brown les dejara. El siguiente proyecto de Brown fue la banda Stories, presentando al cantante Ian Lloyd. La banda tuvo un éxito en 1973 con una versión del grupo británico Hot Chocolate, "Brother Louie", el cual logró el #1 en Billboard Hot 100. Aun así, Brown había dejado el grupo antes del éxito de "Brother Louie". El siguiente proyecto de Brown fue con The Beckies, aunque la banda consiguió un modesto éxito Brown pronto les dejó.
En 1992, Mercury Records publicaron una recopilación The Left Banke titulado There's Gonna Be a Storm: The Complete Recordings 1966–1969. Fue pensado para reunir toda la producción grabada de la banda a partir de los años 1966 a 1969, a pesar de que una toma descartada de 1969 titulada "Foggy Waterfall" , que había aparecido previamente en dos recopilaciones anteriores, no se incluyó.
En 1994, Michael Brown y su mujer Yvonne Vitale produjeron y editaron un álbum titulado On This Momen. Entre 2001 y 2006, Brown organizó una serie de sesiones de grabación en su estudio casero con Ian Lloyd (voces), Tom Finn (Bajo/voces), Jim McAllister (guitarra), y Jon Ihle (Batería).
En 2005, Alice Cooper incluyó una versión de "Pretty Ballerina" en su álbum Dirty Diamonds. En 2006, la exmiembro de The Bangles Susanna Hoffs y Matthew Sweet, como Sid 'n' Susie, versionearon "She May Call You Up Tonight" para su primer álbum Under the Covers, Vol. 1. Además, Stuart Murdoch de la banda Belle & Sebastian ha citado The Left Banke como una de las influencias iniciales en el sonido de la banda.
El primer guitarrista, Jeff Winfield, murió de complicaciones de neumonía el 13 de junio de 2009, a la edad de 60 años.

## Reencuentro
La última versión de las giras conocidas de The Left Banke contó con uno de los miembros originales, George Cameron. Inicialmente, Tom Finn y George Cameron reformaron The Left Banke en marzo de 2011 tocando Mike Fornatale en la Ciudad de Nueva York (ya un veterano de muchas otras reuniones de bandas de los 60, incluidos The Monks y Moby Grape) para cantar la voz principal en lugar de Steve Martin Caro. El grupo reunió también a músicos nuevos: Paul Alves (guitarra Líder, coros), Charly Cazalet (Bajo), Mickey Finn (teclados), Rick Reil (Batería, percusión, coros) y como segundo Teclista/Sintetizador Joe McGinty (reemplazado por John Spurney en 2012). Aparecieron en vivo en el Joe's Pub en Nueva York el 5 de marzo de 2011, y el 6 de marzo de 2011, con todas las entradas vendidas. En abril de 2011, Tom Finn reveló en un mensaje de Facebook que había reformado el grupo, con dos espectáculos planeados para julio en Nueva York.
A principios de 2011, Sundazed reeditó los dos vinilos de Smash en CD y LP, usando el orden de canciones y la cubierta originales.
En febrero de 2012, Tom Finn notificó a la comunidad de YouTube que Yhe Left Banke estaban en proceso de creación de una nueva grabación con las contribuciones del cofundador Michael Brown .

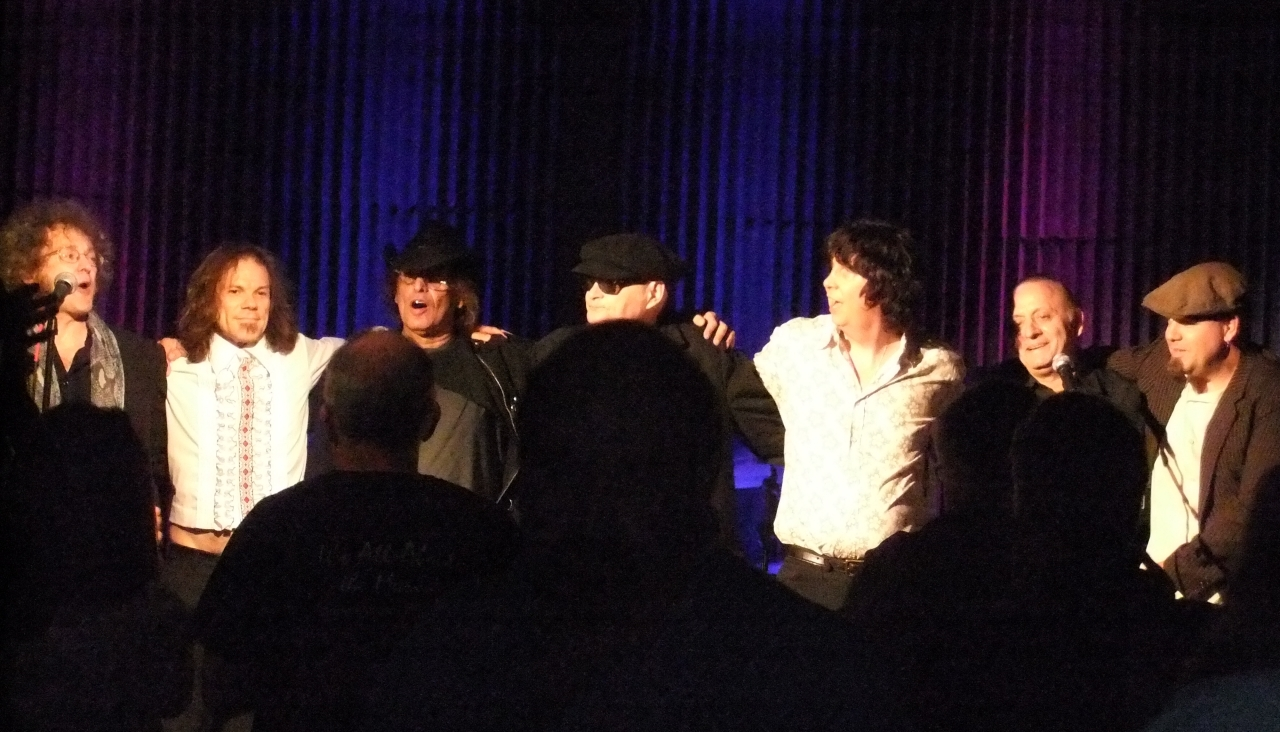
George Cameron (3.º por la izquierda) y Tom Finn (Centro, 4.º por la izquierda) con la banda durante su gira de reencuentro en 2012.

El 29 de abril de 2012, Brown reunió a Left Banke el escenario con B.B. King en Nueva York para hacer una versión de su "Pretty Ballerina." Su actuación fue recibida con una ovación de pie. Rick Brand, guitarrista con la banda en 1966-67 también estuvo presente. Tom Finn cantó una canción recién escrita llamada "City Life ", que mostró una versión más Heavy rock de Left Banke con la sección de cuerdas barroca intacta. No hay nuevas grabaciones iniciadas en 2012, ni nuevos lanzamientos, y Brown murió en 2015.
A principios de sus fechas de reunión, el grupo fue acompañado en el escenario por una sección de cuerda para dos o tres números, e incluso un oboísta, invitados para una o dos espectáculos. Tanto Michael Brown y George Cameron estaban en contacto con Steve Martin Caro, que quería volver a unirse al grupo, pero no fue capaz de unirse a la gira en el año 2012 debido a compromisos previos 
El 18 de marzo de 2015, se anuncia que el vocalista original, Steve Martin Caro, ha sido oficialmente reincorporado a la actual versión del Left Banke en gira. Fotos en las páginas oficiales de The Left Banke en Facebook y Twitter muestran a Steve firmando un contrato. A pesar del anuncio, Caro no desempeñó ningún papel con el espectáculo del grupo entonces en gira, cuyo único miembro original era Cameron. La gira de 2015 contó con Ian Lloyd de Stories como la co-cabeza de cartel, y contó con Sam Kogon como vocalista, no Steve Martin Caro.

## Muerte de Michael Brown
Michael Brown murió a causa de enfermedades del corazón el 19 de marzo de 2015, a la edad de 65 años. Esto sucedió un día después de haberse anunciado falsamente que el cantante original de Steve Martin Caro se había reincorporado a The Left Banke. Brown había estado escribiendo material nuevo y tenía previsto participar en la reunión de 2015 de The Left Banke con Steve Martin Caro y George Cameron . El funeral de Brown y el servicio conmemorativo se celebró el 25 de marzo de 2015 en la Iglesia Evangelista de Fort Lee, New Jersey.

## Miembros del Grupo
- Steve Martin Caro — Voz Principal; Batería (en "Goodbye Holly"), pandereta (en "Nice To See You"), Bajo (en "Bryant Hotel"), guitarra (1965–1969; 1971; 1978.Fallece en 2020.
- Michael Brown — Piano, Clave, Clavinet, Órgano; Voz principal (en "What Do You Know") (1965–1967; 1969, 1971, 1978; fallece en 2015)
- Georges Cameron — Batería, percusión, coros; Voz principal, guitarra (1965–1969; 1971; 1978; 2011-actualidad)
- Tom Finn — Bajo, guitarra, coros; Voz principal (1965–1969; 1971; 1978; 2011; fallece el 28 de junio de 2020)
- Warren David-Schierhorst — Batería (1965–1966)
- Jeff Winfield — (difunto) guitarra (1966; fallecido en 2009)
- Rick Brand — Guitarra, banjo (1966-1967)
- Bert Sommer — (Difunto) Voz principal, guitarra (en "Ivy, Ivy", "And Suddenly" & "Men Are Building Sand") (1967)
- Michael McKean — guitarra (en "Ivy, Ivy", "And Suddenly" & "Men Are Building Sand") (1967)
- Tom Feher — piano; guitarra (en "Sing Little Bird" & "Bryant Hotel") (1968-1969)
- Sam Kogon — Voz principal (2014-presente)
- Tony Waldman — Batería (2014-presentes)
- Dan LeBrun — Bajo (2014-presentes)
- Stefan Paolini — teclados (2014-presentes)
- Finnegan Shanahan - Violín, voces (2014-presente)

## Discografía
NOTA: las fuentes para esta sección son como sigue:

### Álbumes
| febrero de 1967   | Walk Away Renée/Pretty Ballerina            | 67 | 59 |  |  |  |  |  |  |  |  |  |  |  |  |  |  |  |  |  |  |  |  |  |
| noviembre de 1968 | The Left Banke Too                          | —  | —  |  |  |  |  |  |  |  |  |  |  |  |  |  |  |  |  |  |  |  |  |  |
| marzo de 1986     | Strangers on a Train (alias Voices Calling) | —  | —  |  |  |  |  |  |  |  |  |  |  |  |  |  |  |  |  |  |  |  |  |  |
|                   |                                             |    |    |  |  |  |  |  |  |  |  |  |  |  |  |  |  |  |  |  |  |  |  |  |

### Recopilaciones
- 1982 - And Suddenly It's...The Left Banke (Bam-Caruso KIRI 021)
- 1985 - History of The Left Banke (Rhino RNLP 123)
- 1986 - Walk Away Renée [miniálbum] (Bam-Caruso PABL036)
- 1988 - And Finally It's...The Left Banke (Bam-Caruso KIRI 021 CD) — Presenta una pista diferente que la recopilación de 1982.
- 1992 - There's Gonna Be a Storm: The Complete Recordings 1966–1969 (Mercury 848095)

### EP
- 1983 - Walk Away Renee (Bam-Caruso NRIC022)

### Singles
| julio de 1966                                    | "Walk Away Renée"/"I Haven't Got The Nerve"                                      | Smash 2041    | 5   | 2   | 3 | Walk Away Renee/Pretty Ballerina |
| diciembre de 1966                                | "Pretty Ballerina"/"Lazy Day"                                                    | Smash 2074    | 15  | 12  | 4 | Walk Away Renee/Pretty Ballerina |
| marzo de 1967                                    | "Ivy Ivy"/""And Suddenly"                                                        | Smash 2089    | 119 | 106 | — | Sin pistas del álbum             |
| mayo de 1967                                     | "She May Call You Up Tonight"/"Barterers and Their Wives"                        | Smash 2097    | 120 | 118 | — | Walk Away Renee/Pretty Ballerina |
| junio de 1967                                    | "Desiree'"/"I've Got Something On My Mind" (de Walk Away Renee/Pretty Ballerina) | Smash 2119    | 98  | 127 | — | The Left Banke too               |
| junio de 1968                                    | "Dark Is The Bark" b/w "My Friend Today"                                         | Smash 2165    | —   | —   | — | The Left Banke too               |
| noviembre de 1968                                | "Goodbye Holly"/"Sing Little Bird Sing""                                         | Smash 2198    | —   | —   | — | The Left Banke too               |
| febrero de 1969                                  | "Bryant Hotel"/"Give The Man A Hand"                                             | Smash 2209    | —   | —   | — | The Left Banke too               |
| mayo de 1969                                     | ""Nice To See You"/"There's Gonna Be A Storm"                                    | Smash 2226    | —   | —   | — | The Left Banke too               |
| noviembre de 1969                                | "Myrah"/"Pedestal"                                                               | Smash 2243    | —   | —   | — | Sin pistas del álbum             |
| marzo de 1971                                    | "Love Songs In The Night" †/"Two By Two"                                         | Buddah 219    | —   | —   | — | Sin pistas del álbum             |
| 1978                                             | "Queen Of Paradise"/"And One Day"                                                | Camerica 0005 | —   | —   | — | Stangers on aTrain               |
| "—" Liberación no gráfico o devenir certificado. |                                                                                  |               |     |     |   |                                  |
| "†" Liberar abonado a Steve Martin.              |                                                                                  |               |     |     |   |                                  |